# Карибска рифова сепия
Карибските рифови сепии (Sepioteuthis sepioidea) са вид главоноги от семейство Loliginidae.
Те са незастрашен вид.
Таксонът е описан за пръв път от Анри-Мари Дюкроте дьо Бленвил през 1823 година.